# Efeze
Efeze of Efese (Oudgrieks: Ἔφεσος, Éphesos, Latijn: Ephesus, Turks: Efes) was in de klassieke oudheid een grote Ionische haven- en handelsstad aan de westkust van Klein-Azië. De stad was een van de twaalf steden van de Ionische Bond. Het is tegenwoordig een ruïne in de Turkse provincie İzmir, ten zuidwesten van Selçuk en ten oosten van Kuşadası.
Efeze kent een aantal ruïnes uit de Romeinse tijd, zoals de Bibliotheek van Celsus. Net buiten de stad stond ooit de tempel van Artemis, die een van de zeven klassieke wereldwonderen was en ook een belangrijk godsdienstig centrum in de Grieks-Romeinse wereld. De tempel van de godin Artemis trok vele pelgrims naar Efeze. 
Efeze heeft ook een rol gespeeld in het vroege christendom, zoals te lezen valt in het Bijbelboek Handelingen van de apostelen en in de Brief van Paulus aan de Efeziërs. In het laatste Bijbelboek in het Nieuwe Testament staan in hoofdstuk 2:1-7 woorden die gericht zijn aan de gemeente te Efeze. De apostel Johannes heeft hier zijn laatste jaren doorgebracht, mogelijk samen met Maria. Ook speelt de legende van de Zevenslapers van Efeze zich hier af.

## Geschiedenis
Efeze is een belangrijke archeologische locatie in Turkije en een van de grootste opgravingen gerelateerd aan het oude Griekenland. Het bestond oorspronkelijk, circa 1100 v.Chr., uit een groep inheemse nederzettingen rondom het heiligdom van de grote oud-Griekse vruchtbaarheidsgodin Artemis van Efeze.

### Griekse tijd
Griekse kolonisten, onder wie de Ioniërs, hadden er de overhand en vestigden zich er. Zij stelden de Anatolische vruchtbaarheidsgodin Cybele met hun eigen godin Artemis gelijk en noemden haar Artemis van Efeze. Efeze als stad werd gesticht door een uit Athene afkomstige prins, genaamd Androclus. Dit gebeurde rond 6.600 v. Chr. Androclus wist ook de Ionische Bond te stichten waarmee twaalf Ionische steden zich gezamenlijk verdedigden tegen het Perzische Rijk.
Efeze deelde het wisselvallig lot der Ionische steden. Het werd na de verovering in 560 v.Chr. door koning Croesus van Lydië door synoikisme tot één stad verenigd. Er werd tien jaar later, in 550 v.Chr. begonnen met de bouw van de eerste tempel ter ere van Artemis, die in 436 v.Chr. werd voltooid. Onder Perzisch bewind nam Efeze in 499 v.Chr. deel aan de Ionische Opstand en na de Perzische oorlogen aan de Delische Bond. Efeze stond na 415 v.Chr. in de Peloponnesische Oorlog aan de kant van Sparta. Na de koningsvrede van 387 v.Chr. kwam de stad weer onder bewind van Perzië. De tempel van Artemis werd in 356 v.Chr. in brand gestoken, waarna met de bouw van de tweede tempel werd begonnen. De stad groeide uit, vooral na Alexander de Grote, tot een van de belangrijkste steden van het hellenisme, waartoe de in 323 v.Chr. voltooide grote tempel van de Efezische Artemis zeer bijdroeg. Deze nieuwe tempel was een van de zeven wereldwonderen. Deze tempel had een afmeting van 105 bij 50 meter, met 127 Ionische zuilen van 18 meter hoog. Lysimachus, een van de diadochenen, die na het overlijden van Alexander koning werd, verlegde de stad en haven, maakte haar tot administratief centrum en noemde haar naar zijn vrouw Arsinoeia. De inwoners van Colophon werden rond 298 v.Chr. naar Efeze overgebracht, waardoor het aantal bewoners toenam tot 100 000. Efeze was wisselend bezit van de Ptolemaeën en de Seleukiden. Het kwam in 187 v.Chr. door het Verdrag van Apamea aan de Attaliden toe, de heersers van Pergamon.

### Romeinse tijd

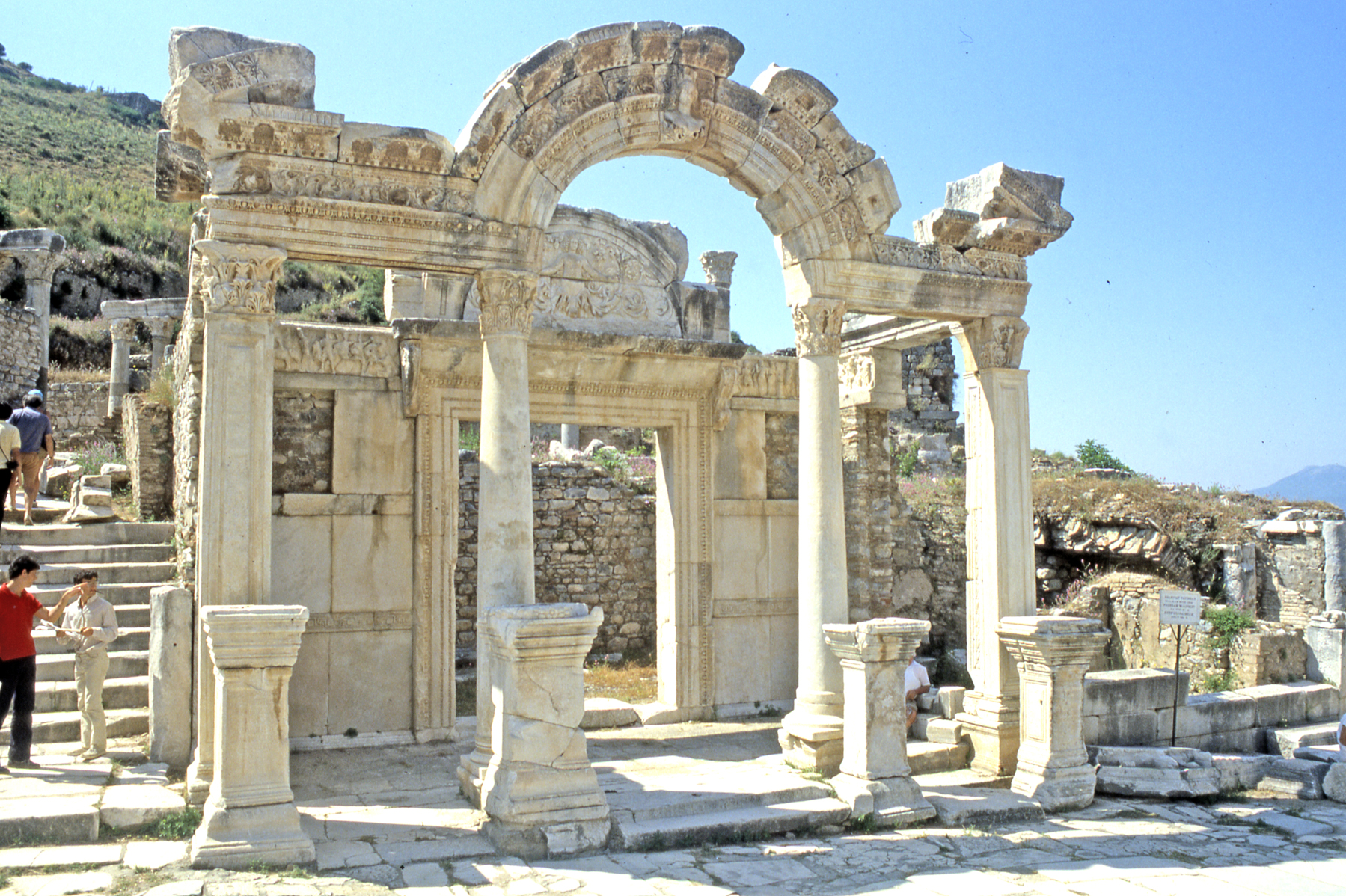
De Tempel van Hadrianus uit de tweede eeuw

Nadat de Romeinen Eumenes III in 129 v.Chr. hadden verslagen werd de stad deel van de Romeinse Republiek en lag het in de Romeinse provincie Asia. Er zou een strijd ontstaan tussen de drie dominante steden in Asia, Efeze, Pergamon en Smyrna (İzmir), die uiteindelijk zou leiden tot de drie Mithridatische oorlogen waarbij uiteindelijk de Romeinse bevolking van Efeze uitgemoord zou worden, de Vespers van Efeze. Hierna zouden de Romeinen hun greep op de omgeving verstevigen.
Pas vanaf heerschappij van keizer Augustus zou de stad een bloeitijd ondergaan. Augustus maakte van de stad de hoofdstad van de provincie Asia. De stad is vooral bekend door twee van de Bijbelboeken: de Brief van Paulus aan de Efeziërs en Handelingen van de apostelen. Efeze werd in 263 geplunderd door de Goten waarbij ook de grote tempel werd vernield. Constantijn de Grote zou de stad later weer herstellen. De stad was in 431 de plaats van het Concilie van Efeze, die vanwege de controverse rond de leer van Nestorius van Constantinopel door keizer Theodosius II bijeengeroepen werd.

### Byzantijnse tijd
Na de splitsing van het Romeinse Rijk werd Efeze onderdeel van het Byzantijnse Rijk. De Byzantijnse keizer Justinianus I liet een grote basiliek bouwen. Rond 614/615 werd de stad grotendeels verwoest tijdens een oorlog met de Sassaniden. Latere plunderingen en verzanding van de haven, waardoor de stad in het binnenland kwam te liggen maakte haar economische positie onhoudbaar. De stad werd meer en meer verlaten en in de 11e eeuw restte er enkel een dorp. Efeze werd volledig verlaten nadat de Turken in 1420 de streek hadden ingenomen.

## Opgravingen

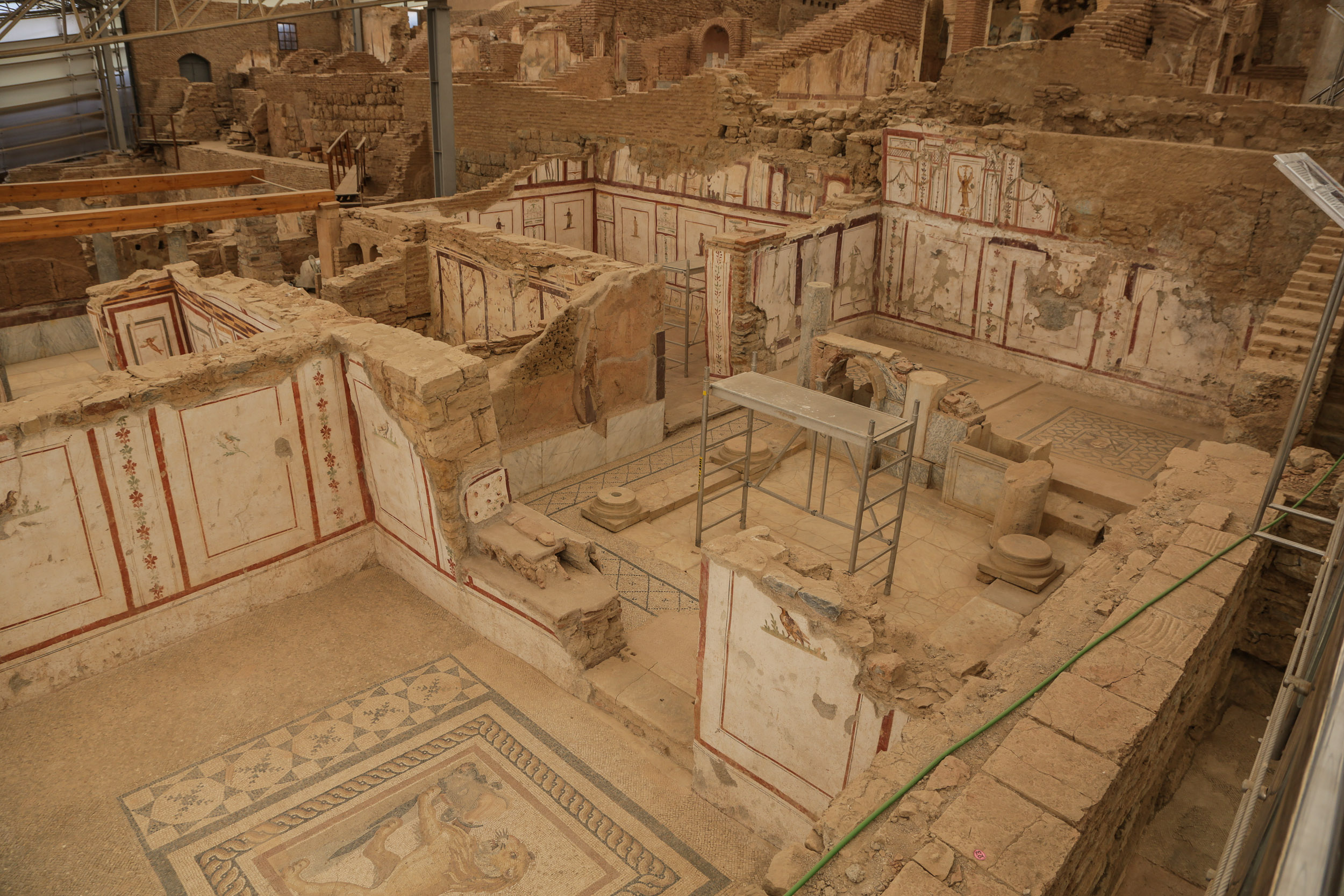
Blootgelegde 'terrashuizen' in Efeze

Engelse archeologen hebben tussen 1894 en 1904 het Artemision opgegraven. Zij hebben veel van wat zij hebben gevonden meegenomen en dat ligt nu in het British Museum in Londen. De stad is daarna, vanaf 1896, door Oostenrijkers opgegraven. Hun vondsten zijn nu verdeeld over het Kunsthistorisches Museum in Wenen en musea in Smyrna, het huidige İzmir, en Selçuk, beide in Turkije.
De ruïnes en de opgegraven plaatsen raakten na de inname van het gebied door de Turken in 1922 in verval. De Duitse theoloog Gustav Adolf Deissmann trok zich dat lot aan en zette zich er met succes voor in wat van de stad over was te behouden.
Oostenrijkse wetenschappers hebben nog steeds een belangrijk aandeel in de ontsluiting van de geschiedenis van Efeze. Er ontstond in de nasleep van de mislukte couppoging in Turkije in augustus 2016 spanning tussen Turkije en Oostenrijk. De Turkse regering liet daarom, in een poging om Oostenrijk te straffen, de opgravingen stoppen. Dezelfde maatregel werd voor Limyra genomen. De opgravingen konden pas in mei 2018 worden hervat.

## Bezienswaardigheden

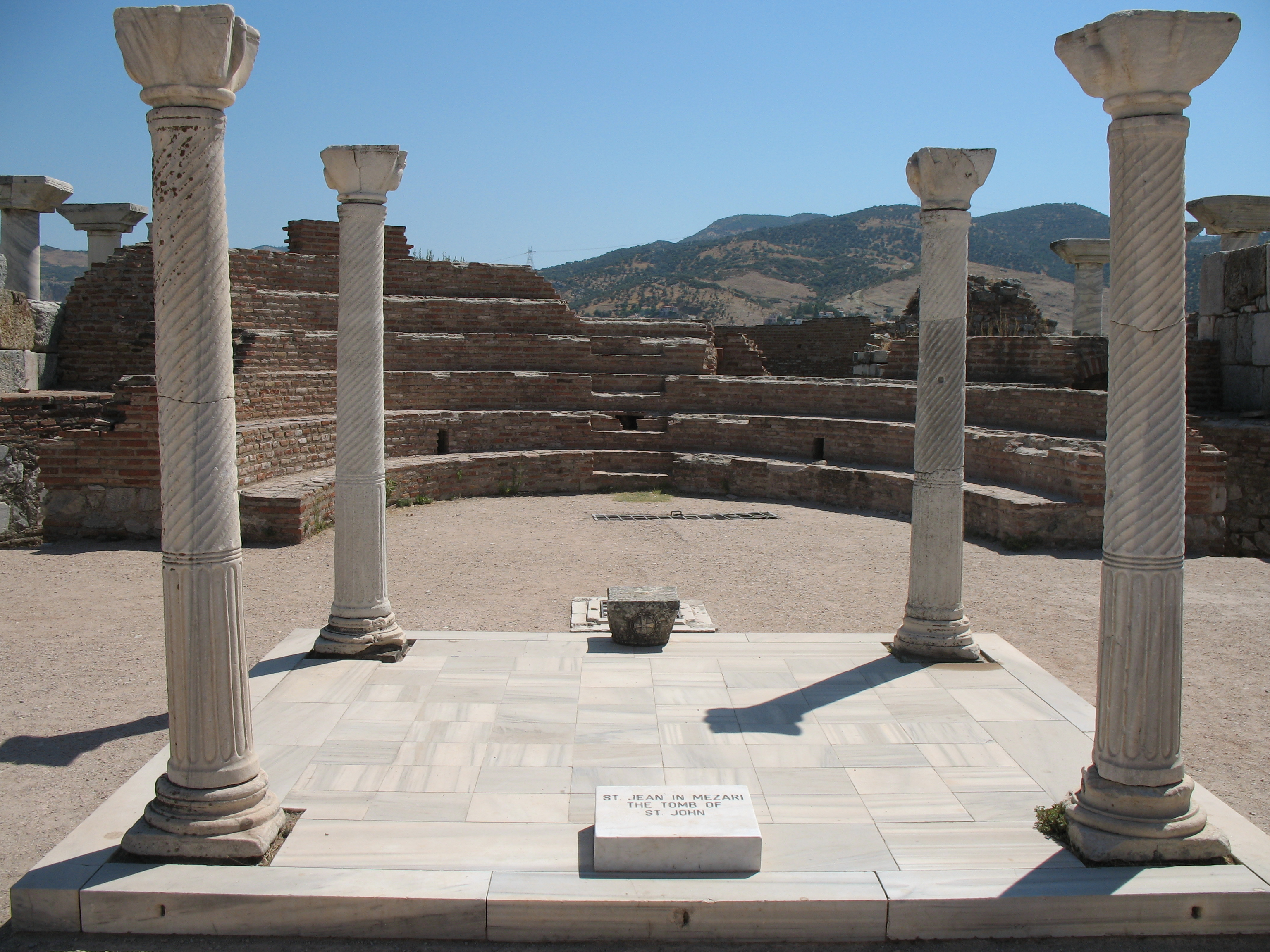
Tombe van de apostel Johannes

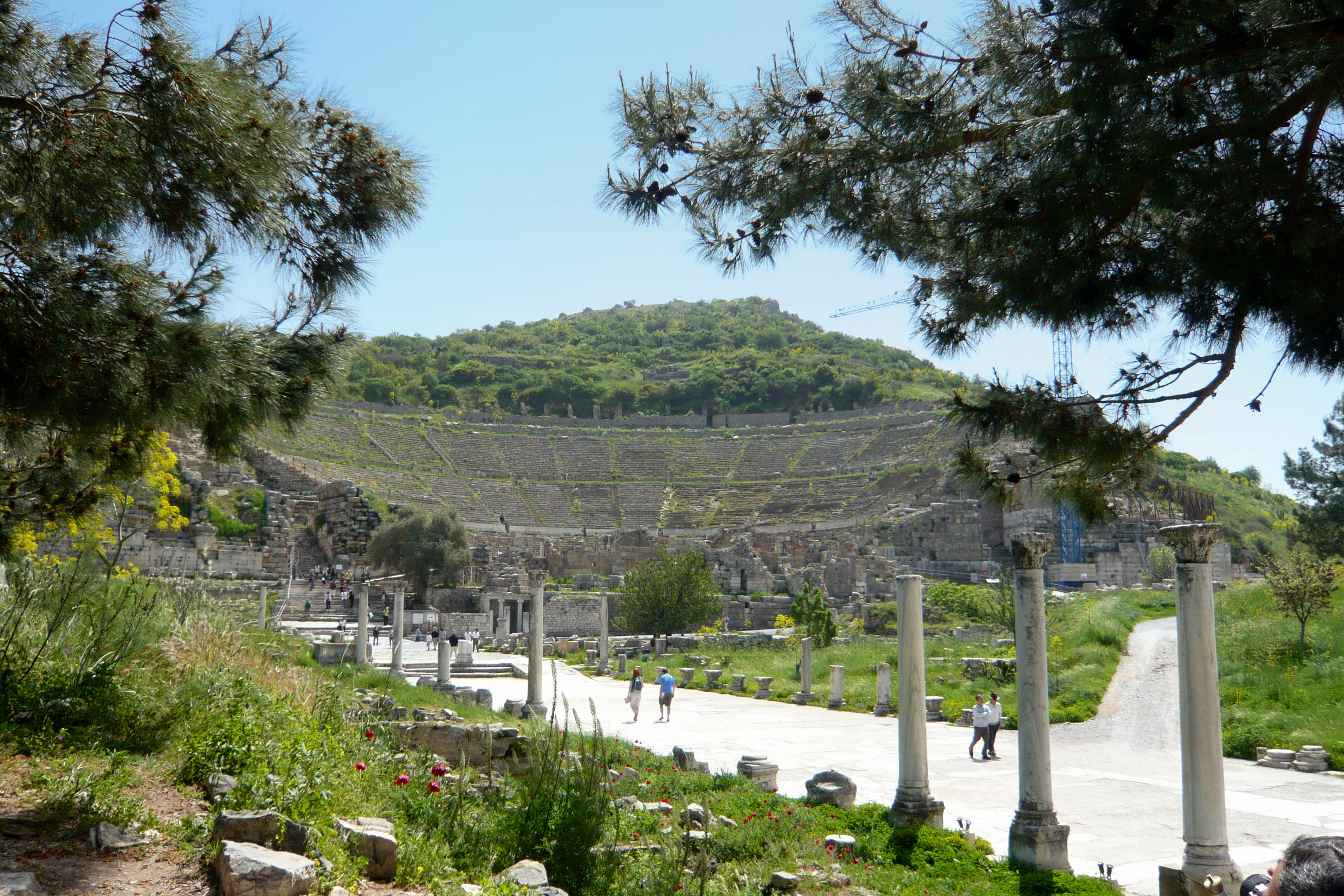
Het grote theater in Efeze

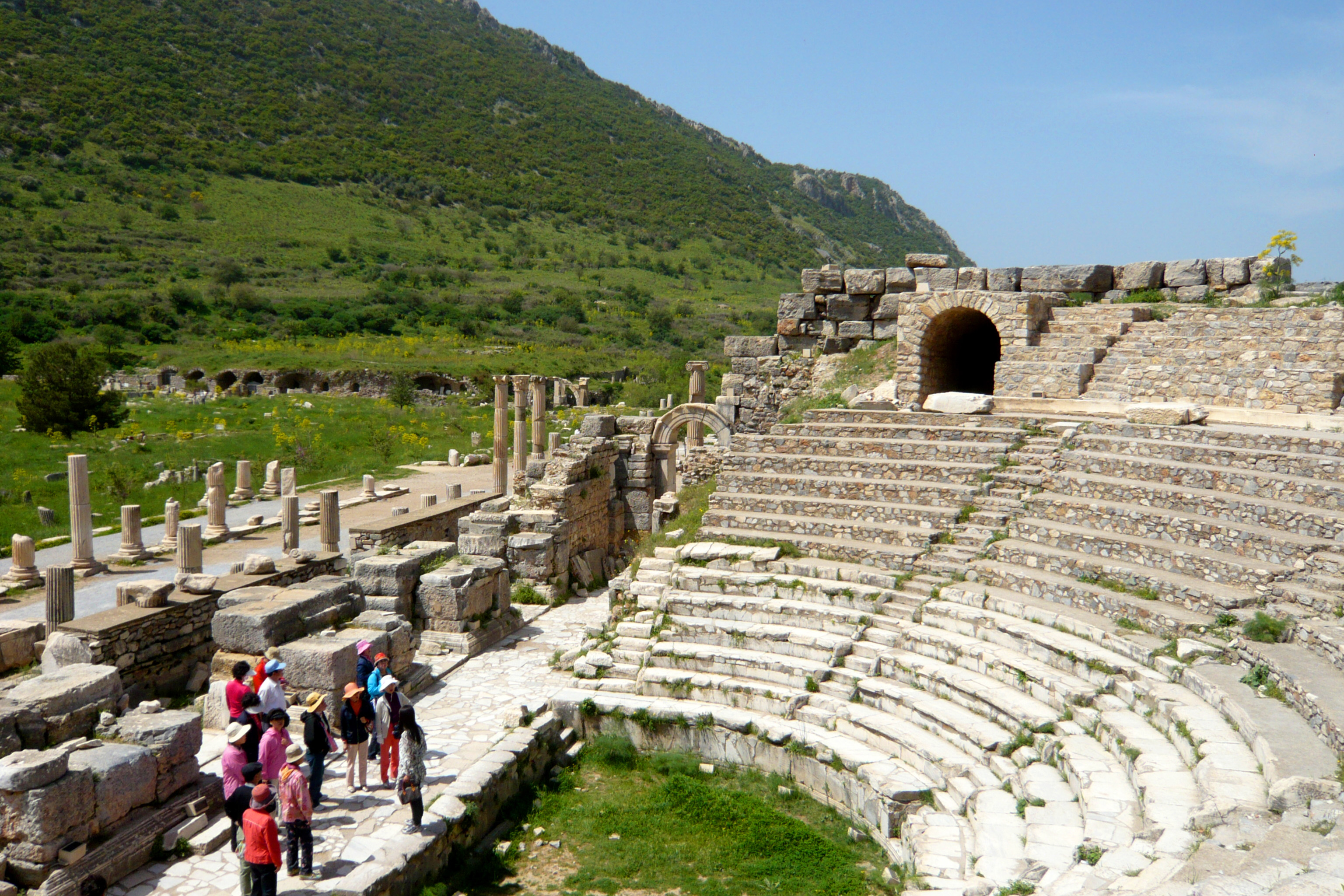
Het Odeon van Efeze

Het is een belangrijke toeristenbestemming, omdat men er een goede indruk kan krijgen hoe een stad er in de bloeitijd van het Romeinse Rijk uitzag. Er zijn nog veel bouwresten van de oude stad over. Behalve Romeinse baden en een Romeins toiletsysteem met stromend water zijn er onder meer talrijke zuilen van tempels te zien, de restanten van de grote Bibliotheek van Celsus en een redelijk goed bewaard gebleven theater. Dit theater kreeg zijn definitieve vorm in de 1e en 2e eeuw na Christus, en bood plaats aan 24.000 mensen.
Men vindt iets verderop, in Selçuk, overblijfselen uit de Turkse tijd terug, waar een moskee uit de late tijd van de Seltsjoeken en op een heuvel erboven een citadel van de Seltsjoeken uit de tijd van het Byzantijnse Rijk staan. De Johannesbasiliek staat in de citadel, waar volgens een oude overlevering het graf van de apostel Johannes ligt. Op de heuvel Aladağ, aan de andere kant van Efeze, staat het huis van Maria, Turks: Meryemana, dat op instigatie van een visioen van Anna Catharina Emmerich werd gevonden. De grot van de heilige Zevenslapers is er te bezichtigen.
Belangrijke bezienswaardigheden zijn:
- Tempel van Artemis in Efeze
- Bibliotheek van Celsus
- Varius-Badhuis
- Staatsagora
- Odeon
- Prytaneum
- Tempel van Domitianus
- Curetenstraat
- Herculespoort
- Hadrianus-Tempel
- Hangende Huizen van Efeze
- Poort van Mazaeus en Mithridates
- Kerk van Maria
- Huis van de maagd Maria of Meryemana

## Websites
- (en)  Ephesus